# Hérulos

Europa por volta de 125, com as tribos germânicas assinaladas, e em particular os Hérulos, na Dinamarca e Sul da Suécia.

Os Hérulos (em latim: Heruli) foram um povo germânico, referido nos século III-VI. Segundo alguns autores, eram originários do sul da Escandinávia, e alguns deles teriam mesmo regressado após séculos de ausência à Escandinávia natal.
Invadiram o Império Romano no século III, provavelmente após serem expulsos de sua região de origem. Segundo historiadores medievais, os hérulos junto com os godos participaram de várias expedições ao longo da costa saqueando os mares Negro e Egeu.
São mencionados pela primeira vez em fontes romanas do século III quando em 268 e 269 participaram de uma coalizão bárbara que reunia os pecinos e os carpianos, pequenas tribos germânicas, mas também os gépidas e sobretudo os godos. Este exército reunido, que contava com mais de 300 000 guerreiros (cifra certamente exagerada por cronistas romanos e gregos), atacou as forças do imperador Cláudio II sobre o Danúbio. Fixaram-se na costa do mar Negro, onde foram dominados pelos ostrogodos e pelos hunos, entre os séculos III e IV. Alguns de seus integrantes migraram então para a Escandinávia — supostamente para o Sul da Suécia, enquanto outros se alistaram como mercenários do exército do Império Romano do Oriente.
Após a morte de Átila, o Huno em 453, os hérulos, em 454, separaram-se dos hunos e constituíram um forte reino em torno de Brno (Morávia Meridional) e Viena, submetendo as populações vizinhas, entre as quais os lombardos. Em 476, liderados por Odoacro, invadiram a Itália e depuseram Rômulo Augusto (r. 475–476), o último soberano do Império Romano do Ocidente. Nomeado rei do povo (rex gentium) das suas tropas, Odoacro decidiu não nomear um sucessor ao imperador deposto. Em vez disso, enviou as insígnias imperiais ao imperador oriental, Zenão (r. 474–475; 476–491), o qual, ainda que o convidando a submeter-se à autoridade do imperador legítimo, Júlio Nepos (r. 474–480), aceitou de fato a sua soberania sobre as terras do Ocidente, decretando assim "oficialmente" o fim do Império Romano do Ocidente.
A administração de Odoacro baseou-se numa política conservadora, deixando aos romanos a possibilidade de manter o exercício de cargos menores e o livre exercício do cristianismo, mantendo assim substancialmente intacta a estrutura organizacional precedente. Dessa maneira assegurou a fidelidade da aristocracia, do Senado e da Igreja. Após uma campanha militar contra os vândalos (476–477) que ocupavam a Sicília e a anexação da Dalmácia, Zenão, preocupado com os recentes sucessos de Odoacro, estimulou o rei ostrogótico Teodorico, o Grande (r. 474–526) a invadir a península Itálica. Teodorico derrotou Odoacro em Verona (489) e, depois de um longo assédio a Ravena, o obrigou a capitular (493), para depois julgá-lo por traição.